# The Killing Game Show
The Killing Game Show es un run and gun shooter desarrollado por Raising Hell Software para Amiga y Atari ST. Fue lanzado en 1990 y publicado por Psygnosis.  Fue relanzado más tarde bajo el nombre Fatal Rewind para Sega Genesis y publicado por Electronic Arts.

## Jugabilidad
Controlas al concursante robótico mientras lucha por su vida, evitando ingeniosas trampas explosivas, H.A.L.F, enemigos y el siempre presente ácido ascendente. El juego consta de 12 niveles.